# Forrest C. Pogue

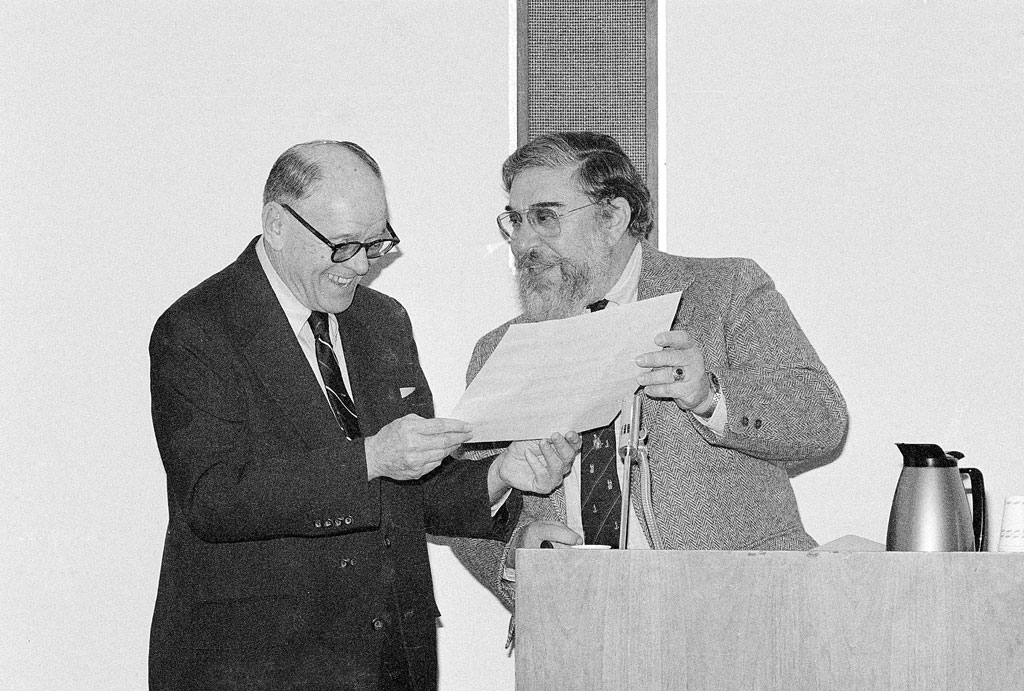
Forrest Pogue (links) beim Erhalt des Oral History Award 1979

Forrest Carlisle Pogue Junior (* 17. September 1912 in Eddyville, Kentucky; † 6. Oktober 1996 in Murray, Kentucky) war ein US-amerikanischer Historiker (Diplomatie- und Militärgeschichte). Er war viele Jahre Direktor der George C. Marshall Foundation und Direktor der Marshall Library auf dem Gelände des Virginia Military Institute in Lexington. Er war der offizielle Biograph von George C. Marshall.

## Leben
Pogue studierte an der Murray State University mit dem Bachelor-Abschluss 1931 und der University of Kentucky mit dem Master-Abschluss 1932. Er war 1933 Instructor an der Western Kentucky University und von 1933 bis 1942 an der Murray State University, war 1937/38 American Exchange Fellow in International Relations an der Sorbonne und wurde 1939 an der Clark University promoviert. Im Zweiten Weltkrieg war er Historiker bei der US Army und sammelte an der Front in Europa Oral-History-Interviews von Soldaten unter Samuel Marshall. Er folgte den Truppen von der Landung in der Normandie (Omaha Beach) bis zur Eroberung von Deutschland bis nach Pilsen. Dafür erhielt er den Bronze Star und das Croix de guerre. Er blieb bis 1952 als Historiker bei der Army und war von 1952 bis 1954 für die Johns Hopkins University Operationsforschungs-Analytiker im Hauptquartier der US Army in Europa in Heidelberg. Von 1954 bis 1956 lehrte er wieder an der Murray State University. Von 1956 bis 1964 war er Direktor des George C. Marshall Research Center und von 1964 bis 1974 erster Direktor der George C. Marshall Research Library.
Zuletzt war er Direktor des Dwight D. Eisenhower Institute for Historical Research, Museum of History and Technology, Smithsonian Institution. 1984 ging er in den Ruhestand. 1972 war er Gastprofessor des Virginia Military Institute und er lehrte an der George Washington University. Pogue war Fellow des American Military Institute und Ehren-Fellow des US Army Military Research Institute. Er war Vorsitzender des American Committee on the History of the Second World War. Außerdem war er Präsident des American Military History Institute und der Oral History Association.
Er war mehrfacher Ehrendoktor (Murray State University, Washington and Lee University, Clark University 1975 und University of Kentucky 1983). 1987 erhielt er den Samuel Eliot Morison Prize und 1988 den Francis Parkman Prize for Special Achievement.

## Schriften
- The Supreme Command: United States Army in World War II, The European Theatre of Operations, Washington D. C., Office of the Chief of Military History, 1954
- George C. Marshall, 4 Bände, Viking Press, ab 1963 (Education of a General, 1880-1939, 1963, George C. Marshall: Ordeal and Hope, 1939-42, 1966, George C. Marshall: Organizer of Victory, 1943-45, 1973, George C. Marshall : statesman, 1945-1959, 1987, Penguin 1989)
- mit anderen: The Meaning of Yalta: Big Three Diplomacy and the New Balance of Power, Louisiana State University Press 1956
- Mitherausgeber D-Day: The Normandy Invasion in Retrospect, Milton S. Eisenhower Foundation, University Press of Kansas 1971
- The revolutionary transformation of the art of war, in Irving Kristol (Herausgeber) Americas Continuing Revolution, American Enterprise Institute for Public Policy Research, Washington D. C. 1975
- Patton in Michael Carver The War Lords: military commanders of the twentieth century, Boston: Little, Brown 1976
- The Genesis of The Supreme Command: Personal Impressions of Eisenhower the General, in Günter Bischof, Stephen E. Ambrose (Herausgeber) Eisenhower: A Centenary Assessment, Louisiana State University Press, 1995
- Mitherausgeber und Beiträge zu: Guide to American Foreign Relations,  1983
- Pogue’s war : diaries of a WWII combat historian, University of Kentucky Press 2001
- George C. Marshall : interviews and reminiscences for Forrest C. Pogue, Lexington, Virginia, George C. Marshall Research Foundation 1991